# 万引きGメン
万引きGメン（まんびきジーメン）とは、店舗において万引き行為を取り締まる常駐警備および私人逮捕に従事する警備員の日本における通称である。
「Gメン」とは本来、アメリカ合衆国の各政府組織の特別捜査官の通称（政府を意味する "Government" の頭字）である。「万引きGメン」は原義を離れた日本特有の用法で、日本の万引き取り締まり保安警備員は原則として民間人であり、警察官のような公務員ではない。

## 概要
万引きGメンは、警備会社に雇用され、各店舗に派遣された警備員である。東京都内の警備会社の場合、警備業法に定められた法定講習や、抵抗する万引き犯の取り押さえ方などの研修を30時間ほど受けた万引きGメンを、各地に約800人派遣しているという。万引き犯を捕まえるまで店内を一人で無言で歩き回る孤独な仕事で、万引きをさせないための重要な職業である一方、誤認は店の信用を失ったり、相手の名誉に傷を付けることにもなり、謝って済む問題ではないので従事者の精神的な重圧も高いという。
万引きGメンは買い物客を装って万引き犯を追うため、基本的に私服で買い物カゴを手に持つなどの策で客に紛れる。万引き犯を捕まえたGメンは、多くの場合は直ちに犯人を店舗の事務所内に連行し、店長あるいはシフトリーダーなどの責任者に知らせ、店側の判断により警察に通報する。また万引き犯に対しては当該店舗への出入り禁止処分がなされることがある。

## 万引きGメンを扱った作品
- 『万引きGメン・二階堂雪』 - テレビドラマ